# Pikku Hirvisaari
Pikku Hirvisaari är en ö i Finland. Den ligger i sjön Vankavesi och i kommunen Ylöjärvi i den ekonomiska regionen Tammerfors och landskapet Birkaland, i den södra delen av landet, 200 km norr om huvudstaden Helsingfors. Öns area är 0,1 hektar och dess största längd är 50 meter i nord-sydlig riktning.